# 실베스터 매코이
실베스터 매코이(Sylvester McCoy, 1943년 8월 20일~)는 영국 스코틀랜드의 배우이다.

## 출연 작품
- 무서운 꿈 - 아마도 역

닥터후